# ريغوبيرتو أوران
ريغوبيرتو أوران (بالإسبانية: Rigoberto Urán)‏ مواليد 26 يناير 1987 في كولومبيا، هو دراج كولومبي في صنف سباق الدراجات على الطريق. شارك في دورة الألعاب الأولمبية الصيفية وفاز بميدالية أولمبية.

## سجل النتائج

### المراكز
- حقق المركز الـ 7 في طواف سويسرا 2010
- حقق المركز الـ 7 في طواف إيطاليا 2012
- حقق المركز الـ 10 في طواف بولندا 2012
- حقق المركز الـ 2 في طواف إيطاليا 2013
- حقق المركز الـ 2 في طواف إيطاليا 2014

### الميداليات
| الميدالية | المسابقة                       |
| --------- | ------------------------------ |
| فضية      | الألعاب الأولمبية الصيفية 2012 |

### سباقات أو مراحل فاز بها
| التاريخ        | السباق                                                                 | المركز                                           |
| -------------- | ---------------------------------------------------------------------- | ------------------------------------------------ |
| 24 يونيو 2007  | طواف سويسرا 2007                                                       | التاسع في التصنيف العام                          |
| 25 مايو 2008   | فولتا كاتالونيا 2008                                                   |                                                  |
| 18 أكتوبر 2008 | طواف لومبارديا 2008                                                    |                                                  |
| 16 مارس 2010   | تيرينو ادرياتيكو 2010                                                  | الرابع في تصنيف أفضل شاب                         |
| 11 أبريل 2010  | كلاسيكا بريمافيرا 2010                                                 | السابع في التصنيف العام                          |
| 30 مايو 2010   | طواف إيطاليا 2010                                                      | السابع في تصنيف أفضل شاب                         |
| 20 يونيو 2010  | طواف سويسرا 2010                                                       | العاشر في تصنيف النقاط، السابع في التصنيف العام  |
| 16 أكتوبر 2010 | طواف لومبارديا 2010                                                    | المرتبة 11 في التصنيف العام                      |
| 13 مارس 2011   | باريس-نيس 2011                                                         | السابع في تصنيف أفضل شاب                         |
| 24 أبريل 2011  | لييج-باستون-لييج 2011                                                  | الخامس في التصنيف العام                          |
| 24 يوليو 2011  | سباق طواف فرنسا 2011                                                   | السادس في تصنيف أفضل شاب                         |
| 08 أكتوبر 2011 | 2011 طواف إيميليا                                                      |                                                  |
| 01 يناير 2012  | غران بيمونتي 2012                                                      |                                                  |
| 27 مايو 2012   | طواف إيطاليا 2012                                                      | الأول في تصنيف أفضل شاب، السابع في التصنيف العام |
| 28 يوليو 2012  | سباق الدراجات الهوائية في الألعاب الأولمبية الصيفية 2012 - سباق الطريق |                                                  |
| 23 فبراير 2014 | طواف عمان 2014                                                         |                                                  |
| 11 سبتمبر 2015 | جائزة كيبيك الكبرى للدراجات 2015                                       | الأول في التصنيف العام                           |
| 05 أكتوبر 2017 | ميلانو-تورينو 2017                                                     | الأول في التصنيف العام                           |

## روابط خارجية
- ريغوبيرتو أوران على موقع الاتحاد الدولي للدراجات (الإنجليزية)
- ريغوبيرتو أوران على موقع أرشيف الدراجات (الإنجليزية)
- ريغوبيرتو أوران على موقع إحصائيات الدراجات الإحترافية (الإنجليزية)
- ريغوبيرتو أوران على موقع نسبة الدراجات (الإنجليزية)
- ريغوبيرتو أوران على موقع CycleBase (الإنجليزية)
- ريغوبيرتو أوران على موقع أوليمبيديا (الإنجليزية)